# 美東澪
美東 澪（みとう みお、7月26日 -  - ）は、日本のグラビアアイドル、女優。年齢非公表。
アンドエムを経て、現在はフリーランスで活動中。

## 来歴
2014年にイメージDVDでデビュー。デビューのきっかけはスカウト。デビュー初期から2018年頃までは着エロ分野で活躍。その後はコスプレイヤー、モデルとして活動。グラビアは女性特有の体のラインが出るところを好んでおり、自身の特徴を「オール65点」な点と答えている。
2018年は修斗ラウンドガールに就任。2019年「アペンザプラス」5代目キャンペーンガール。
2021年には写真展「美東澪×福島裕二写真展」を東京・Atelier Y-恵比寿-で開催。
2023年4月からはアイドルグループ「絶世のインペリアルコレクション」のサポートメンバー（毎回ライブに出るわけではない）としても活動。
近年はnote、Fantia で様々なオリジナルグッズを紹介している。

## 人物
- 神奈川県出身。異名は「ラーメンで作り上げたエヴァボディ」
- 趣味：ラーメン、メイド喫茶巡り、麻雀覚えたて、猫(4匹飼育中)
- 特技：ピアノ初見、てきとーにしゃべる、努力しない
- スリーサイズはT:161 / B:85 / W:58 / H:85。
- 私服は普段からラフでボーイッシュなものを好む[3]。夏はTシャツ、冬はパーカー[3]。スタイル推しを自認し、「首から下を見てください」ともコメントしたことがある[9]。
- 2019年時点の夢は「バイトしないで生きていけること」[2]。

## 出演

### テレビ
- アド街ック天国（2017年）[10][11]
- 空気階段の空気観察(2021年10月28日放送回)

### ウェブ関連
- COS道〜COSROAD(2021年)
- リアル脱衣麻雀（2022年）[12]
- 美東澪のみおつくし（鳥越アズーリFM 2021年5月27日 ‐ 2022年5月26日）[13]

## 作品

### イメージDVD
- Love Lesson（2014年7月18日、グラビジョン）[14]
- 先輩と私（2014年9月19日、グラビジョン）
- 黒髪おっぱいに気をつけろ！（2014年11月14日、デジプラン）
- やさしくするよりアレをして（2015年1月23日）
- さよなら性純（2015年3月20日、デジプラン）
- 宴の後（2015年6月1日）
- すけべ倶楽部 みお Fカップ（2015年11月27日、Half Moon）
- すけべ倶楽部 みお 2 プライベート編（2016年2月26日、Half Moon）
- 夢の続き（2016年3月4日、デジプラン）MNR-009
- 放課後の君と みお（2016年4月1日、Half Moon）
- セレナーデ（2016年5月20日、デジプラン）
- 敏感な彼女（2016年7月22日、M.B.D.メディアプラン
- 放課後の君と みお2（2016年8月1日、Half Moon）
- Venus（2016年9月2日、デジプラン）
- mode:fetish（2017年1月20日、ファインピクチャーズ）
- Morning Window（2017年3月3日、グラビジョン）
- Midnight Rose（2017年5月19日、デジプラン）
- 小田飛鳥＆美東澪 百合の花咲く（2017年11月24日、キングダム）(小田飛鳥との共演作)[15]
- 小田飛鳥＆美東澪 百合の蜜（2018年5月25日、キングダム）(小田飛鳥との共演作)
- 小田飛鳥＆美東澪リミックス～熱海編・香港編～（2018年10月5日、キングダム）(小田飛鳥との共演作)
- apartment Days! 美東澪 act1（2020年4月3日、FANTASTICA）VR作品
- apartment Days! 美東澪 act2（2020年4月17日、FANTASTICA）VR作品
- 【2D】グラドル自撮り動画集〜おうちグラビア！〜美東澪(2020年6月26日、FANTASTICA)
- バーチャルダイブ とある女子生徒と女教師からモテすぎちゃってどうしよう、な学園生活。(2020年7月3日、FANTASTICA)VR作品 (玉響桃乃との共演作)
- バーチャルダイブ バイト先の女先輩が教えてくれた刺激的なコト 美東澪（2020年7月31日、FANTASTICA）VR作品
- Precious Dress Show 32 美東澪（2024年4月12日、FANTASTICA）VR作品
- バーチャルダイブ ただいまヒミツの労働中 美東澪（2024年5月3日、FANTASTICA) VR作品
- スケベ倶楽部 2枚組（2024年10月30日、オルスタックソフト販売)
- ただいま（2024年11月25日、アースダイバー)
- すけべ倶楽部 みお 2（2025年7月30日、オルスタックソフト販売）※ 再発BD版

### 写真集
- Venus. 2020/4/2
- 妄想OLカノジョ 2020/9/17
- 美東澪フェチグラビア写真集「Presence」 2020/9/30
- 彼シャツ×美東澪 2020/10/13
- 美東澪 ラブホの女 フェチるぅvol.5 2021/1/28
- 濡場 2021/2/8
- 競これ競泳水着これくしょん美東澪・若木萌・宇沙木ゆき Vol.01① 2021/3/29
- 競これ競泳水着これくしょん美東澪・若木萌・宇沙木ゆきVol.01② 2021/3/29
- 競これ競泳水着これくしょん美東澪 Vol.02① 2021/3/29
- 競これ競泳水着これくしょん美東澪 Vol.02② 2021/3/29
- 競これ競泳水着これくしょん美東澪 Vol.01① 2021/5/3
- 競これ競泳水着これくしょん美東澪 Vol.01② 2021/5/3
- 制これOL制服これくしょん美東澪 Vol.01① 2021/5/3
- 制これOL制服これくしょん美東澪 Vol.01② 2021/5/3
- ラブポップグラビア 美東澪 Vol.01 2021/4/16
- ラブポップグラビア 美東澪 Vol.02 2021/5/21
- Water Venus 2021/6/22
- 濡事(生) 2021/8/22
- ゆるす 2021/9/27
- Nudity 2021/10/19
- 相部屋NTR  (共演者：南ななせ) 2022/4/25
- 僕しか、知らない。 2022/7/29
- スカートを約100回めくれる本 Vol.23 美東澪 2022/9/29
- みおしずく 2022/10/24
- わるふざけ放課後JK (共演者：南ななせ) 2023/9/4
- 濡肌 2023/9/14
- 競これ -競泳水着これくしょん- 美東澪 vol.03 2024/4/26 DVD-ROM作品
- 競これ -競泳水着これくしょん- 美東澪 vol.04 2024/4/26 DVD-ROM作品
- 温泉美人 美東澪と行く官能♨前橋周辺 2024/5/15
- 「ただいまヒミツの労働中」FANTASTICAデジタル写真集 2024/6/25
- 前人未到 2024/11/25 紙媒体写真集

### アダルトゲーム声優
- くりくりクリック ～オレの夏休み～（藤咲蒼空 役）[16]
- くりくりクリック ～オレのルネッサンス～（ソアラ・メイ・ウィストリア 役）[16]
- くりくりクリック! ～オレのみおっぱい!～（澪 役）[16]

## 出演

### オリジナルビデオ
- 悪の女幹部絶体絶命 悪の華ローザ（2018年4月13日、ZENピクチャーズ）‐ 女幹部ローザ 役